# NGC 6832
NGC 6832 је група звезда у сазвежђу Лабуд која се налази на NGC листи објеката дубоког неба.
Деклинација објекта је + 59° 25' 22" а ректасцензија 19h 48m 15,5s. Привидна величина (магнитуда) објекта NGC 6832 износи 13,3.